# AMP deaminase
AMP deaminase 1 là một enzyme mà ở người được mã hóa bởi gen AMPD1.
Adenosine monophosphate deaminase là enzyme chuyển đổi adenosine monophosphate (AMP) thành inosine monophosphate (IMP), giải phóng một phân tử amonia trong quá trình này.

## Chức năng
Adenosine monophosphate deaminase 1 xúc tác quá trình khử AMP thành IMP trong cơ xương và đóng vai trò quan trọng trong chu trình nucleotide purine. Hai gen khác đã được xác định, AMPD2 và AMPD3, tương ứng cho các đồng phân đặc hiệu có mặt tại gan và hồng cầu. Sự thiếu hụt enzyme đặc hiệu có mặt tại cơ bắp là nguyên nhân phổ biến của bệnh cơ do tập thể dục và các bệnh chuyển hóa ở người.
Một báo cáo nghiên cứu mới cho thấy kê thuốc metformin cho các bệnh nhân tiểu đường dựa trên hoạt động của protein hoạt động AMP-activated protein kinase (AMPK) bằng cách trực tiếp ức chế AMP deaminase, làm tăng AMP của tế bào.

## Điều hòa
Người ta đã chứng minh rằng trong các môi trường có nồng độ kali cao, AMP-deaminase được điều hòa bởi ATP và ADP thông qua cơ chế "Km-type". Tại nồng đồ ion kali thấp, sự điều hòa hỗn hợp "Km-type" cũng đã được quan sát.

## Bệnh lý
Sự thiếu hụt có liên quan đến sự thiếu hụt myoadenylate deaminase.

adenosine monophosphate (AMP)
inosine monophosphate (IMP)